# Avatar: la leyenda de Aang (cómics)
La serie de cómics Avatar: la leyenda de Aang es una continuación de la serie animada del mismo nombre de Nickelodeon, creada por Michael Dante DiMartino y Bryan Konietzko. 
La serie de cómics incluye la serie de novelas gráficas cuyos arcos argumentales continúan los eventos ocurridos en el episodio final de la serie animada original; y la serie de antologías de cómics ambientadas entre los episodios de la serie: The Lost Adventures (2005-2011) y Team Avatar Tales (2019).
Adicionalmente, la serie de cómics La leyenda de Korra basado en la serie homónima y que sirve de continuación de la misma, es una colección de historias cuyas tramas, cronológicamente, se ambientan décadas después de las aventuras de Aang y sus amigos. 

## Historias cortas

### Día del cómic gratis
Desde 2011, se publicaron cómics cortos de Avatar: la leyenda de Aang en las ofertas del Día del Cómic Gratis publicadas por Dark Horse Comics.
| Título    | Fecha de publicación | Historia                       | Dibujante(s)       | Colorista(s)    | Edición FCBD                                                      |
| --------- | -------------------- | ------------------------------ | ------------------ | --------------- | ----------------------------------------------------------------- |
| «Relics»  | 7 de mayo de 2011    | Johane Matte y Joshua Hamilton | Johane Matte       | Hye Jung Kim    | Avatar: The Last Airbender / Star Wars: The Clone Wars            |
| «Rebound» | 4 de mayo de 2013    | Gen Luen Yang                  | Ryan Cerro         | Ryan Cerro      | Star Wars / Captain Midnight / Avatar: The Last Airbender         |
| «Shells»  | 3 de mayo de 2014    | Gen Luen Yang                  | Faith Erin Hicks   | Cris Peter      | Avatar: The Last Airbender / Itty Bitty Hellboy / Juice Squeezers |
| «Sisters» | 2 de mayo de 2015    | Gen Luen Yang                  | Carla Speed McNeil | Jenn Manley Lee | Avatar: The Last Airbender / Plants vs. Zombies / Bandette        |

### The Lost Adventures
Avatar: The Last Airbender — The Lost Adventures es una colección de antología de cómics publicados previamente en la Revista Nickelodeon y en las colecciones de DVD de la serie animada entre 2005 y 2011. Incluye el número del Día del cómic gratis, «Relics». Fue publicada el 15 de junio de 2011 por Dark Horse Comics e incluye veintiocho historias que no se han visto durante la emisión original de la serie, todas ambientadas cronológicamente entre los episodios de la serie animada. Las historias fueron escritas por diversos escritores y artistas, muchos de los cuales trabajaron en la serie animada original.

### Team Avatar Tales
Avatar: The Last Airbender — Team Avatar Tales es la segunda colección de antología de cómics que recopila las historias del Día del cómic gratis de 2013-15 e incluye nuevas historias ambientadas cronológicamente entre los episodios de la serie animada. El libro fue publicado el 2 de octubre de 2019. Entre los creadores se encuentran Gen Luen Yang, Dave Scheidt, Sara Goetter, Ron Koertge, Kiku Hughes, Faith Erin Hicks, Ryan Cerro, Carla Speed McNeil, Johane Matte, y Sara DuVall.

## Novelas gráficas

### Trilogías
La serie de trilogías de novelas gráficas publicadas por Dark Horse Comics es una continuación oficial y directa de Avatar: la leyenda de Aang, que continúa las aventuras de Aang y sus amigos después de los eventos ocurridos en el último episodio de la serie animada. Concretamente, las historias de estas trilogías se enfocan en los acontecimientos que sucedieron después de la caída del Señor del Fuego Ozai derrotado por el Avatar Aang, cuyo resultado significó el fin de la guerra de los cien años y Zuko se convierte en el nuevo Señor del Fuego. 
La continuación se inicia con Aang y el Señor del Fuego Zuko trabajando en colaboración con el rey Tierra Kuei para eliminar las colonias de la Nación del Fuego de las costas del Reino Tierra en el denominado movimiento de restauración de la armonía. Preocupado de que algún día se convierta como su padre, Zuko obliga a Aang a hacerle una promesa poco después del final de la guerra y asumiera el trono. Tiempo después, Zuko intenta ir en contra de los deseos de Aang y Kuei permitiendo que una colonia de la Nación del Fuego bien integrada permanezca y, ante su negativa de devolver el territorio al Reino Tierra, la promesa hecha por Aang se pone a prueba en su intento de mantener el equilibrio entre las cuatro naciones. En siguientes historias, Aang, Zuko y sus amigos se embarcan en la búsqueda de Ursa, la madre perdida del segundo, con la ayuda de Azula obligada por su hermano Zuko; desvelándose nuevos misterios. Asimismo, en la Nación del Fuego los partidarios de Ozai continúan manifestándose en contra de Zuko y conspiran contra él, aflorando así una organización rebelde, la Nueva Sociedad Ozai; mientras tanto, el mundo ingresa además en un período de reconstrucción y necesita la ayuda y orientación del Avatar.
Las primeras cinco historias están escritas por Gene Luen Yang y dibujadas por el equipo de artistas Gurihiru. Desde diciembre de 2018, Faith Erin Hicks asumió el cargo de guionista con Peter Wartman como dibujante.
| Título                                                                            | Fecha de publicación     | Historia                                                 | Guion            | Dibujante(s)  | Colorista(s) | Referencias   |
| --------------------------------------------------------------------------------- | ------------------------ | -------------------------------------------------------- | ---------------- | ------------- | ------------ | ------------- |
| Avatar: The Last Airbender – The Promise (titulada en español La promesa)         | 26 de enero de 2012      | Michael Dante DiMartino Bryan Konietzko Gene Luen Yang   | Gen Luen Yang    | Gurihiru      | Gurihiru     | [ 4 ]         |
| Avatar: The Last Airbender – The Promise (titulada en español La promesa)         | 30 de mayo de 2012       | Michael Dante DiMartino Bryan Konietzko Gene Luen Yang   | Gen Luen Yang    | Gurihiru      | Gurihiru     | [ 5 ]         |
| Avatar: The Last Airbender – The Promise (titulada en español La promesa)         | 26 de septiembre de 2012 | Michael Dante DiMartino Bryan Konietzko Gene Luen Yang   | Gen Luen Yang    | Gurihiru      | Gurihiru     | [ 6 ]         |
| Avatar: The Last Airbender – The Search (titulada en español La búsqueda)         | 20 de marzo de 2013      | Michael Dante DiMartino Bryan Konietzko Gene Luen Yang   | Gen Luen Yang    | Gurihiru      | Gurihiru     | [ 7 ]         |
| Avatar: The Last Airbender – The Search (titulada en español La búsqueda)         | 10 de julio de 2013      | Michael Dante DiMartino Bryan Konietzko Gene Luen Yang   | Gen Luen Yang    | Gurihiru      | Gurihiru     | [ 8 ]         |
| Avatar: The Last Airbender – The Search (titulada en español La búsqueda)         | 30 de octubre de 2013    | Michael Dante DiMartino Bryan Konietzko Gene Luen Yang   | Gen Luen Yang    | Gurihiru      | Gurihiru     | [ 9 ]         |
| Avatar: The Last Airbender – The Rift (tiulada en español La brecha)              | 5 de marzo de 2014       | Michael Dante DiMartino Bryan Konietzko Gene Luen Yang   | Gen Luen Yang    | Gurihiru      | Gurihiru     | [ 10 ] [ 11 ] |
| Avatar: The Last Airbender – The Rift (tiulada en español La brecha)              | 16 de julio de 2014      | Michael Dante DiMartino Bryan Konietzko Gene Luen Yang   | Gen Luen Yang    | Gurihiru      | Gurihiru     | [ 12 ]        |
| Avatar: The Last Airbender – The Rift (tiulada en español La brecha)              | 18 de noviembre de 2014  | Michael Dante DiMartino Bryan Konietzko Gene Luen Yang   | Gen Luen Yang    | Gurihiru      | Gurihiru     | [ 13 ]        |
| Avatar: The Last Airbender – Smoke and Shadow (titulada en español Humo y sombra) | 6 de octubre de 2015     | Michael Dante DiMartino Bryan Konietzko Gene Luen Yang   | Gen Luen Yang    | Gurihiru      | Gurihiru     | [ 14 ]        |
| Avatar: The Last Airbender – Smoke and Shadow (titulada en español Humo y sombra) | 29 de diciembre de 2015  | Michael Dante DiMartino Bryan Konietzko Gene Luen Yang   | Gen Luen Yang    | Gurihiru      | Gurihiru     | [ 15 ]        |
| Avatar: The Last Airbender – Smoke and Shadow (titulada en español Humo y sombra) | 12 de abril de 2016      | Michael Dante DiMartino Bryan Konietzko Gene Luen Yang   | Gen Luen Yang    | Gurihiru      | Gurihiru     | [ 16 ]        |
| Avatar: The Last Airbender – North and South (titulada en español Norte y Sur)    | 28 de septiembre de 2016 | Michael Dante DiMartino Bryan Konietzko Gene Luen Yang   | Gen Luen Yang    | Gurihiru      | Gurihiru     | [ 17 ]        |
| Avatar: The Last Airbender – North and South (titulada en español Norte y Sur)    | 25 de enero de 2017      | Michael Dante DiMartino Bryan Konietzko Gene Luen Yang   | Gen Luen Yang    | Gurihiru      | Gurihiru     | [ 18 ]        |
| Avatar: The Last Airbender – North and South (titulada en español Norte y Sur)    | 26 de abril de 2017      | Michael Dante DiMartino Bryan Konietzko Gene Luen Yang   | Gen Luen Yang    | Gurihiru      | Gurihiru     | [ 19 ] [ 20 ] |
| Imbalance                                                                         | 19 de diciembre de 2018  | Michael Dante DiMartino Bryan Konietzko Faith Erin Hicks | Faith Erin Hicks | Peter Wartman | Ryan Hill    | [ 21 ] [ 22 ] |
| Imbalance                                                                         | 14 de mayo de 2019       | Michael Dante DiMartino Bryan Konietzko Faith Erin Hicks | Faith Erin Hicks | Peter Wartman | Ryan Hill    | [ 23 ]        |
| Imbalance                                                                         | 1 de octubre de 2019     | Michael Dante DiMartino Bryan Konietzko Faith Erin Hicks | Faith Erin Hicks | Peter Wartman | Ryan Hill    | [ 24 ]        |

### Standalone
| Título                                                      | Fecha de publicación  | Historia         | Guion            | Dibujante(s)  | Ref.   |
| ----------------------------------------------------------- | --------------------- | ---------------- | ---------------- | ------------- | ------ |
| Avatar: The Last Airbender – Katara and the Pirate's Silver | 13 de octubre de 2020 | Tim Hedrick      | Faith Erin Hicks | Peter Wartman | [ 25 ] |
| Toph Beifong's Metalbending Academy                         | 16 de febrero de 2021 | Faith Erin Hicks | Faith Erin Hicks | Peter Wartman | [ 26 ] |

## Ediciones de lujo
El material de las trilogías de novelas gráficas se recopila en una edición de tapa dura con notas de los creadores y una sección de bocetos.
| Volumen | Título           | Fecha                    | Colección              | ISBN          |
| ------- | ---------------- | ------------------------ | ---------------------- | ------------- |
| 1       | The Promise      | 20 de febrero de 2013    | - The Promise 1-3      | 9781616550745 |
| 2       | The Search       | 5 de febrero de 2014     | - The Search 1-3       | 9781616552268 |
| 3       | The Rift         | 24 de febrero de 2015    | - The Rift 1-3         | 9781616555504 |
| 4       | Smoke and Shadow | 21 de septiembre de 2016 | - Smoke and Shadow 1-3 | 9781506700137 |
| 5       | North and South  | 25 de octubre de 2017    | - North and South 1-3  | 9781506701950 |
| 6       | Imbalance        | 13 de mayo de 2020       | - Imbalance 1-3        | 9781506708126 |